# August Wittmann
August Wittmann (Monaco di Baviera, 20 luglio 1895 – Glonn, 29 marzo 1977) è stato un generale tedesco della Wehrmacht durante la seconda guerra mondiale.
Wittmann entrò nel 1914 come volontario nell'esercito imperiale tedesco e prese parte col 1º reggimento d'artiglieria bavarese alla prima guerra mondiale, combattendo sia sul fronte orientale che su quello occidentale.
Dopo la guerra, Wittman entrò dapprima nel Reichswehr e poi nella Wehrmacht con la quale prese parte alla seconda guerra mondiale dove egli fu comandante della 3ª e della 1ª divisione. Presenziò nella battaglia dei Paesi Bassi, nella battaglia di Grecia, nella battaglia di Creta, nella battaglia del Dniepr, sul fronte jugoslavo, nell'offensiva di Belgrado ed in quella di Praga.